# 亨巴利圖·巴路基斯·泰西拿
亨巴利圖·巴路基斯·泰西拿（葡萄牙語：Humberlito Borges Teixeira，1980年10月5日—），巴西职业足球运动员。

## 生涯
2009年12月7日，他離開聖保羅轉投甘美奧。

## 榮譽
聖保羅
- 巴甲聯賽: 2

2007, 2008
個人
- J2聯賽神射手: 1

2006

## 連結
- （葡萄牙文） CBF[永久]
- （葡萄牙文） globoesporte.globo.com （页面存档备份，存于）
- （葡萄牙文） saopaulofc.net （页面存档备份，存于）
- （英文） sambafoot （页面存档备份，存于）